# Risting Glacier
Risting Glacier är en glaciär i Sydgeorgien och Sydsandwichöarna (Storbritannien). Den ligger i den nordvästra delen av Sydgeorgien och Sydsandwichöarna. Risting Glacier ligger 200 meter över havet.
Terrängen runt Risting Glacier är bergig åt nordost, men åt sydväst är den kuperad. Risting Glacier ligger nere i en dal.  Trakten runt Risting Glacier är nära nog obefolkad, med mindre än två invånare per kvadratkilometer. Det finns inga samhällen i närheten. Trakten runt Risting Glacier består i huvudsak av gräsmarker.